# Mój stary
Mój stary – polski film fabularny, psychologiczny w reżyserii Janusza Nasfetera, wyprodukowany w 1962 roku.
W rolach głównych występują: Adolf Dymsza, Krystyna Łubieńska, Tadeusz Wiśniewski, a towarzyszą im między innymi: Tadeusz Bartosik, Barbara Drapińska, Helena Grossówna i Wiesław Michnikowski.

## Fabuła
Mały Pawełek Grzela uważa swojego ojca za antywzór prawdziwego rodzica. Trudno brać z niego przykład. Kiedy dostrzega jego śmieszność, zaczyna się go wstydzić. Nie wspomina o nim ani jednym słowem w rozmowach z kolegami. Pan Roman w sąsiedztwie ma opinię odmieńca. Jako długoletni emigrant, nie może odnaleźć się w kraju pełnym zbiurokratyzowanej państwowej gospodarki i socjalistycznej mentalności Polaków.
Stawia przed sobą jeden określony cel - pragnie założyć prywatną szkołę dla psów, ostatecznie jego interes plajtuje. Po wielu niepowodzeniach przyjmuje postawę defensywną, przestaje reagować na różne zaczepki. Syn nie może mu wybaczyć, że dla pieniędzy nakazał mu chodzić po mieście z reklamą na plecach. Narasta w nim poczucie wstydu, uważa rodzica za zwyczajnego tchórza. Nie wie jednak, że ten nie powiedział jeszcze ostatniego słowa. Swoją szlachetną i uczciwą postawą zdobywa w końcu szacunek otoczenia.

## Obsada
- Adolf Dymsza – Roman Grzela, ojciec Pawła
- Krystyna Łubieńska – Marianna Grzela, matka Pawła
- Tadeusz Wiśniewski – Paweł Grzela
- Tadeusz Bartosik – sąsiad Grzelów
- Barbara Drapińska – sąsiadka Grzelów
- Helena Grossówna – sąsiadka Grzelów
- Jacek Gacparski – Mirek
- Aleksander Kornel – Adam Bąbel
- Lidia Korsakówna – właścicielka suczki Miki
- Anna Krzywicka – Anka
- Wanda Majerówna – sąsiadka Grzelów
- Wiesław Michnikowski – krawiec Bąbel, sąsiad Grzelów
- Konrad Morawski – sąsiad Grzelów
- Adam Pawlikowski – mąż właścicielki suczki Miki
- Aldona Pawłowska – właścicielka chorego psa
- Leszek Rzegocki – Wacek
- Jan Kociniak – widz w cyrku
- Adam Perzyk – pracownik teatru
- Wojciech Zagórski – widz w cyrku
- Grzegorz Roman